# أحمد بن أبي سعيد ميرزا
كان السلطان أحمد ميرزا الابن الأكبر لأبي سعيد ميرزا الذي أصبح بعد موت أبيه الحاكم التيموري لسمرقند وبخارى في الفترة من 1469 حتى 1494. خلال فترة حكمه نجح في صد هجوم واحد على الأقل من قبل قراقويونلو. وفشل في محاولة للتغلب على خراسان من حاكمها السلطان حسين ميرزا بايقرا. كان متورطا في الحروب الأهلية التيمورية مع إخوته عمر شيخ ميرزا الثاني والسلطان محمود ميرزا. توفي بينما كان عائدا من حملته بفرغانة ضد بابر (الابن الإثني عشر عاما وخليفة عمر شيخ ميرزا الثاني). ولما لم يكن لديه وريث ذكر، فقد خلفه أخوه السلطان محمود ميرزا.

## الزواج والذرية

### الزوجات
كان قد تزوج ست مرات:
1. مير نيجار خانوم: ابنة يونس خان سلطان مغولستان ووالدتها ايشان دولت بيجوم.
2. ترخان بيجوم: من عائلة ترخان.
3. كاتاك بيجوم: أخت ترخان بيجوم بالرضاعة.
4. خانزادا بيجوم: نشأت من خانات ترمز.
5. لاتيف بيجوم: ابنة أحمد حاجي بيك.
6. حبيبة سلطان بيجوم: ابنة سلطان أرغون.

### الأبناء
- له ولدين ماتوا في سن الطفولة - أمهات غير معروفات.
- «ربيعة سلطان بيجوم» المعروفة باسم «قراجوز بيجوم» - والدتها «كاتاك بيجوم»، تزوجت أولاً من السلطان محمود خان سلطان مغولستان، وتزوجت ثانياً من جاني بيك سلطان الأوزبك.
- «ساليكة سلطان بيجوم» المعروفة باسم «آك بيجوم» - والدتها «كاتاك بيجوم»، تزوجت من السلطان مسعود ميرزا، ابن السلطان محمود ميرزا.
- «عائشة سلطان بيجوم» - والدتها «كاتاك بيجوم»، تزوجت من السلطان بابر.
- «سلطانة بيجوم» - والدتها «كاتاك بيجوم»، تزوجت أولاً إلى السلطان علي ميرزا، ابن السلطان محمود ميرزا، ثانياً لمحمد حسين ميرزا دوغلات، وتزوجت ثالثاً لتيمور سلطان، ابن محمد شيباني خان، وتزوج رابعاً إلى مهدي سلطان.
- «معصومة سلطان بيجوم» - والدتها «حبيبة سلطان بيجوم»، تزوجت من السلطان بابر.